# NYK Line

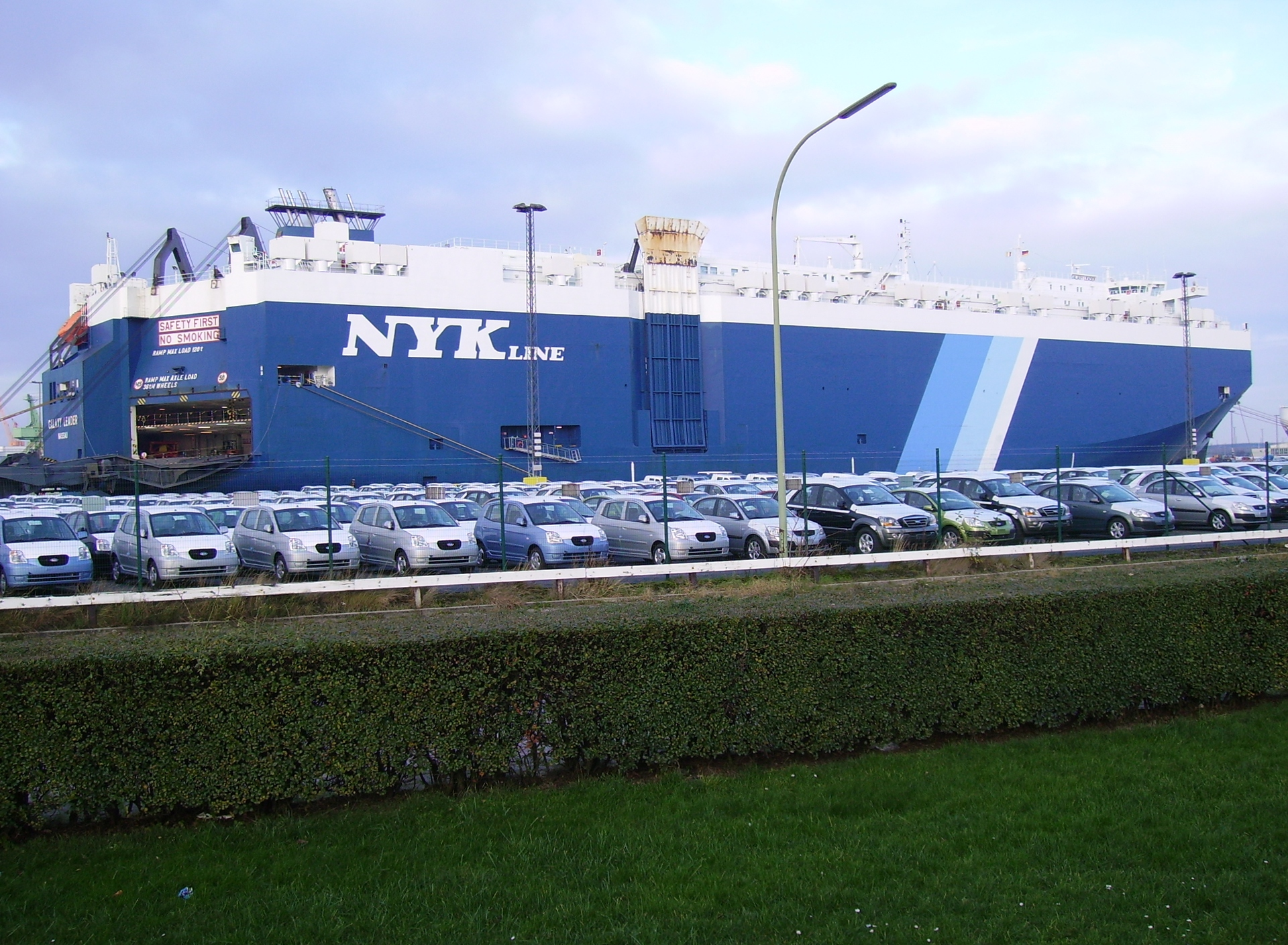
Transporte de automóviles Galaxy Leader en Bremerhaven, Alemania.

La Nippon Yusen Kaisha (日本郵船株式会社 Nippon Yūsen Kabushiki-gaisha?) (TYO: 9101) (Compañía japonesa de buques-correo) o NYK Line, es una de las mayores compañías de transporte del mundo, parte del consorcio Mitsubishi.

## Historia

### 1870-1900
El origen de la compañía se remonta a septiembre de 1885, cuando las dos compañías navieras japonesas Yubin Kisen Mitsubishi Kaisha y Kyodo Unyu Kaisha, que se vieron abocadas a la ruina por la feroz competencia que mantenían, se unieron por iniciativa de Saigo Tsugumichi, Ministro de Agricultura y Comercio.
El 1 de octubre de 1885 se iniciaron las actividades con una flota compuesta por 58 vapores y 11 veleros. El tonelaje de los vapores ascendía a 68.197 toneladas, un 77% del tonelaje de ese tipo de navíos en todo Japón. Originalmente los servicios eran de cabotaje, con sólo tres líneas internacionales, que enlazaban Yokohama con Shanghái, y Nagasaki con Inchon y Vladivostok. 
En pocos años se añadieron nuevas líneas entre Shanghái y Vladivostok, así como entre Kōbe y Manila, pero la salida del mercado asiático se produjo en 1896, cuando se inauguraron simultáneamente líneas a Australia, Europa y Estados Unidos.

### Segunda Guerra Mundial
Se alcanzó la cifra de 78 puertos japoneses con línea regular, 38 de ellos internacionales, pero toda la prosperidad vería su fin durante la Segunda Guerra Mundial, cuando gran parte de la flota fue movilizada y reconvertida para contribuir al esfuerzo militar.
Cinco de sus buques de pasajeros fueron convertidos en  portaaviones. Los Kashiwara Maru, Izumo Maru, Nitta Maru, Yawata Maru y Kasuga Maru pasaron a ser los portaaviones Jun'yō, Hiyō, Chūyō, Unyō y Taiyō respectivamente.

### Actualidad
En la actualidad NYK Line es la décima compañía por volumen de transporte de contenedores, diversificando su campo de acción a la logística, incluyendo transporte aéreo, y retomando el transporte de pasajeros, realizando cruceros de placer a través de su subsidiaria Crystal Cruises.

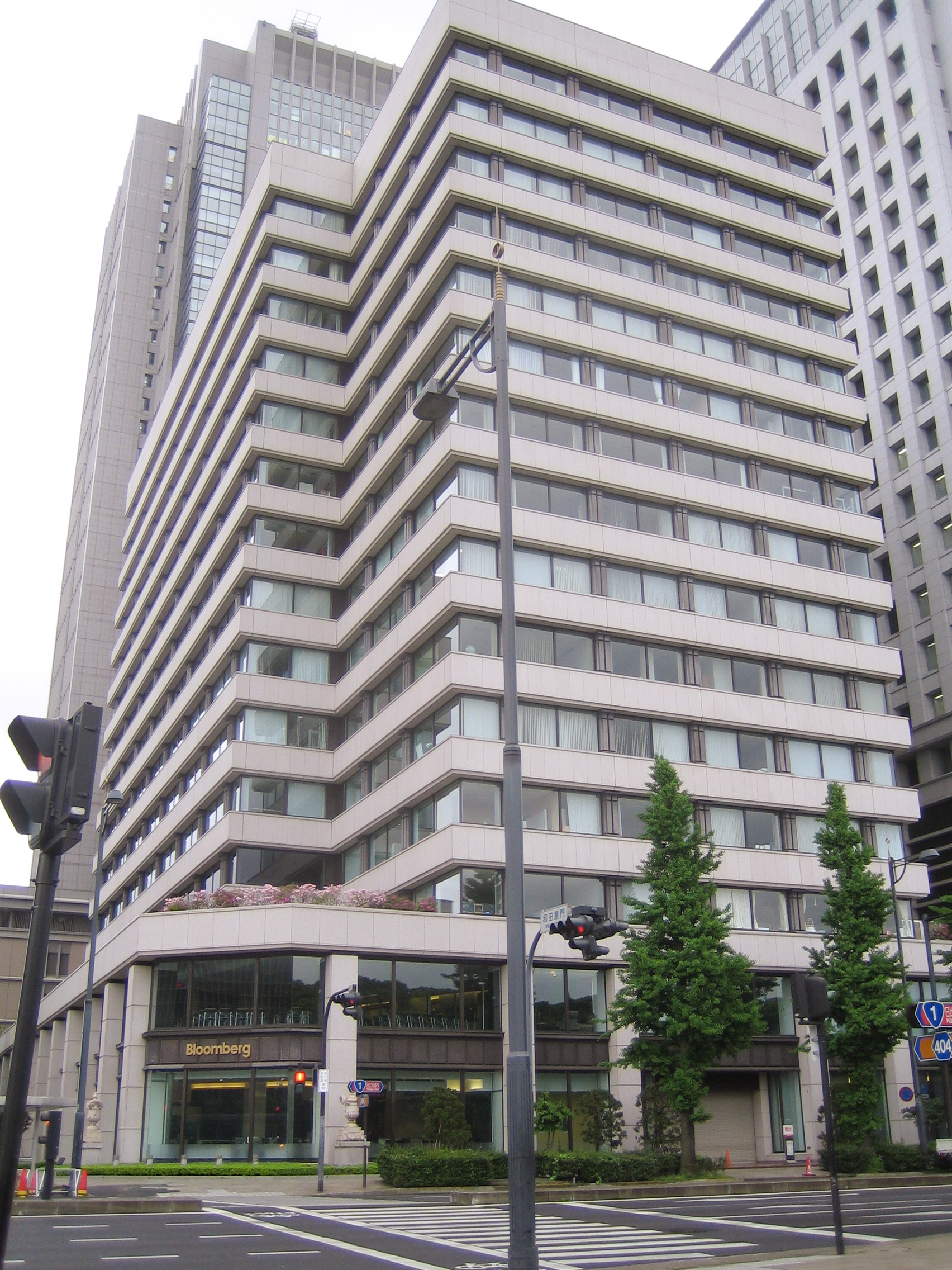
Sede de NYK Line (日本郵船), en Marunouchi, Chiyoda, Tokio, Japón.